# Domingo Roa Pérez
Monseñor Domingo Maximiliano Roa Pérez fue un sacerdote católico y quinto obispo de Maracaibo tomando posesión el 11 de marzo de 1961, entre 1961 y 1992 fue nombrado primer Arzobispo de Maracaibo.

## Biografía
Nació el 21 de febrero de 1915 en El Cobre, municipio José María Vargas del estado Táchira y falleció el 1 de enero de 2000. Sus padres fueron Quiterio Roa y Juana Pérez de Roa. Ingresó en el Seminario el 1 de octubre de 1934. En septiembre de 1934 se traslada al Seminario Interdiocesano de Caracas donde realizó estudios de Filosofía y Teología. En octubre de 1938, luego de culminar sus estudios viaja a Roma e ingresa en el Pontificio Colegio Pío Latino Americano y se inscribe en la Facultad de Teología de la Pontificia Universidad Gregoriana, sin embargo sus estudios fueron cancelados por el presidente venezolano Eleazar López Contreras.

## Sacerdocio
El 12 de abril de 1941 recibió su ordenación sacerdotal por Monseñor Luis Traglia. Y regresa a Venezuela para revalidar su título en la Universidad Central de Venezuela donde recibió el título de doctor en Teología. 
Se trasladó a San Cristóbal y Monseñor Arias Blanco le designó como vicario cooperador en la Parroquia San Juan Bautista de Colón y profesor del Colegio Sucre del mismo pueblo. En noviembre de 1943 fue nombrado párroco de la Parroquia San José de Bolívar.
El 30 de marzo de 1951 es designado vicario general de la Diócesis de San Cristóbal, labor que realiza hasta 1957.

## Episcopado

### Obispo de Calabozo
El 3 de octubre de 1957, el Papa Pío XII lo nombró V Obispo de la Diócesis de Calabozo.
Recibió la ordenación episcopal el 24 de noviembre de 1957, de manos del arzobispo Raffaele Forni como consagrante principal y los obispos Antonio Ignacio Camargo (obispo de Trujillo) y Alejandro Fernández Feo-Tinoco (obispo de San Cristóbal) como co-consagrantes.

### Obispo y Arzobispo de Maracaibo
El 16 de enero de 1961, el Papa Juan XXIII lo nombró V Obispo de la Diócesis de Maracaibo. El 30 de abril del mismo año, fue elevado al rango de Arzobispo de Maracaibo, tras haber elevado la diócesis a sede metropolitana.
En 1962, 1964 y 1965 participó en el Concilio Vaticano II.

### Arzobispo Emérito de Maracaibo
El 23 de diciembre de 1992 se retiró, convirtiéndose en el Arzobispo Emérito de la Arquidiócesis de Maracaibo.
En junio de 1999, Mons. Tulio Manuel Chirivella Varela, arzobispo de Maracaibo, lo nombró vicario general de la Arquidiócesis de Maracaibo, desempeñando este oficio hasta su fallecimiento, 1 de enero de 2000.

### Administrador Apostólico de El Vigía-San Carlos del Zulia
En 1994, el Papa Juan Pablo II lo nombró Administrador Apostólico de la naciente Diócesis de El Vigía-San Carlos del Zulia, la cual funda, organiza y prepara para ser entregada a su primer obispo diocesano, el Excmo. Mons. William Delgado Silva, nombrado el 14 de abril de 1999. 
Promovió en el Zulia la creación de una nueva Diócesis, fundó 26 parroquias, construyó 60 templos y ordenó más de 40 sacerdotes.
| Predecesor: Arturo Ignacio Camargo    | V Obispo de Calabozo 1957 - 1961     | Sucesor: Miguel Antonio Salas Salas           |
| Predecesor: José Rafael Pulido Méndez | V Obispo de Maracaibo 1961 - 1961    | Sucesor: El mismo como Arzobispo de Maracaibo |
| Predecesor: Ninguno                   | I Arzobispo de Maracaibo 1961 - 1992 | Sucesor: Ramón Ovidio Pérez Morales           |